# Bussnang
Bussnang (gsw. Busslig) – miejscowość i gmina (Politische Gemeinde) w północno-wschodniej Szwajcarii, w kantonie Turgowia, w okręgu (Bezirk) Weinfelden. Leży nad rzeką Thur. 

## Demografia
W Bussnangu mieszka 2 540 osób. W 2021 roku 16,4% populacji gminy stanowiły osoby urodzone poza Szwajcarią. 

## Transport
Przez teren gminy przebiegają drogi główne nr 16 i nr 466.